# Bieriozowka (rejon nowochopiorski)
Bieriozowka (ros. Берёзовка) – osiedle w Rosji, w obwodzie woroneskim, w rejonie nowochopiorskim. W 2021 liczyło 208 mieszkańców.